# Skäfthammars landskommun
Skäfthammars landskommun var tidigare en kommun i Uppsala län.

## Administrativ historik
Den 1 januari 1863, när kommunalförordningarna började tillämpas, skapades över hela riket cirka 2 500 kommuner, varav 89 städer, 8 köpingar och resten landskommuner.
Då inrättades i Skäfthammars socken i Olands härad i Uppland denna kommun
1952 genomfördes den första av 1900-talets två genomgripande kommunreformer i Sverige. Denna kommun uppgick då i Olands landskommun, som 1974 upplöstes då detta område fördes till Östhammars kommun.

## Politik

### Mandatfördelning i Skäfthammars landskommun 1938-1946
| 8 | 12 |

| 18 |

| 15 | 5 |

| 18 |

| 1 | 13 | 6 |

| 19 |